# Lista de vereadores de Porto Real
Esta é a lista de vereadores de Porto Real, município brasileiro do estado do Rio de Janeiro.
A Câmara Municipal de Porto Real é formada por onze representantes.

## 7ª Legislatura (2021–2024)
Estes são os vereadores eleitos nas eleições de 15 de novembro de 2020, pelo período de 1° de janeiro de 2021 a 31 de dezembro de 2024:
| Mesa Diretora (2021-2022)          |                       |                        |                              |
| Nome                               | Início do mandato     | Fim do mandato         | Cargo                        |
| Carlos Antônio de Lima (AVANTE)    | 1º de janeiro de 2021 | 31 de dezembro de 2022 | Presidente da Câmara         |
| Juan Pablo da Silva Almeida (Cid.) | 1º de janeiro de 2021 | 31 de dezembro de 2022 | 1º Vice-presidente da Câmara |
| Fábio Nunes Maia (DC)              | 1º de janeiro de 2021 | 31 de dezembro de 2022 | 2º Vice-presidente da Câmara |
| Renan Márcio de Jesus Silva (PSD)  | 1º de janeiro de 2021 | 31 de dezembro de 2022 | 1º Secretário                |
| Ronário de Souza da Silva (PSDB)   | 1º de janeiro de 2021 | 31 de dezembro de 2022 | 2º Secretário                |

|    | Nome                                                                              | Partido                                         | Votos | %    | Observações |
| -- | --------------------------------------------------------------------------------- | ----------------------------------------------- | ----- | ---- | ----------- |
| 1  | Elias Vargas de Oliveira (Barra Mansa, 02.01.1980–)                               | Partido Renovador Trabalhista Brasileiro (PRTB) | 491   | 3,43 | 1º mandato  |
| 2  | Renan Márcio de Jesus Silva (Rio de Janeiro, 22.05.1991–)                         | Partido Social Democrático (PSD)                | 451   | 3,15 | 1º mandato  |
| 3  | Fernanda Emerenciano dos Santos, Fernandinha (Volta Redonda, 08.05.1981–)         | Partido Democrático Trabalhista (PDT)           | 426   | 2,98 | 2º mandato  |
| 4  | Cláudio Luís Guimarães (Barra Mansa, 04.05.1964–)                                 | Partido Trabalhista Brasileiro (PTB)            | 395   | 2,76 | 2º mandato  |
| 5  | Luís Fernando da Silva, Fernando Beleza (Porto Real, 27.02.1980–)                 | Partido Social Democrático (PSD)                | 392   | 2,74 | 1º mandato  |
| 6  | Henry de Carvalho Nunes, Henry de Bulhões (Barra Mansa, 19.01.1977–)              | Partido Democrático Trabalhista (PDT)           | 357   | 2,50 | 2º mandato  |
| 7  | Juan Pablo da Silva Almeida (Resende, 23.11.1992–)                                | CIDADANIA                                       | 335   | 2,34 | 1º mandato  |
| 8  | Carlos Antonio de Lima, Carlinho Tchaia (2021-2022) (Rio de Janeiro, 05.04.1974–) | AVANTE                                          | 331   | 2,32 | 2º mandato  |
| 9  | Diego Graciani de Almeida (Resende, 19.11.1986–)                                  | CIDADANIA                                       | 297   | 2,08 | 1º mandato  |
| 10 | Ronário de Souza da Silva (Porto Real, 02.11.1978–)                               | Partido da Social Democracia Brasileira (PSDB)  | 293   | 2,05 | 1º mandato  |
| 11 | Fábio Nunes Maia (Barra Mansa, 25.09.1979–)                                       | Democracia Cristã (DC)                          | 282   | 1,97 | 2º mandato  |

## 6ª Legislatura (2017–2020)
Estes são os vereadores eleitos nas eleições de 2 de outubro de 2016, pelo período de 1° de janeiro de 2017 a 31 de dezembro de 2020:
|    | Nome                                                                        | Partido                                            | Votos | %    | Observações |
| -- | --------------------------------------------------------------------------- | -------------------------------------------------- | ----- | ---- | ----------- |
| 1  | Cláudio Luís Guimarães (Rio de Janeiro, 04.05.1964–)                        | Partido Social Democrático (PSD)                   | 604   | 4,27 | 1º mandato  |
| 2  | Valcir Nogueira da Silva (Rio de Janeiro, 30.06.1978–)                      | Partido Progressista (PP)                          | 502   | 3,55 | 1º mandato  |
| 3  | Bianca de Melo Faria Sampaio Diniz (Quatis, 21.12.1971–)                    | Partido da Social Democracia Brasileira (PSDB)     | 470   | 3,32 | 1º mandato  |
| 4  | Haroldo Cianelli, Lulinha (Resende, 29.05.1953–)                            | Partido Verde (PV)                                 | 454   | 3,21 | 1º mandato  |
| 5  | Gilberto de Souza Caldas (2017) (Volta Redonda, 22.02.1957–)                | Partido Social Liberal (PSL)                       | 414   | 2,93 | 1º mandato  |
| 6  | Fernando Guimarães Santos, do Rancho (2018-2020) (Barra Mansa, 07.09.1974–) | Partido Socialista Brasileiro (PSB)                | 396   | 2,80 | 1º mandato  |
| 7  | Fernanda Emerenciano dos Santos, Fernandinha (Volta Redonda, 08.05.1981–)   | Partido Democrático Trabalhista (PDT)              | 390   | 2,76 | 1º mandato  |
| 8  | Henry de Carvalho Nunes, Henry de Bulhões (Barra Mansa, 19.01.1977–)        | Partido Democrático Trabalhista (PDT)              | 364   | 2,57 | 1º mandato  |
| 9  | Paulo Cesar (Bananal, 08.02.1956–)                                          | Partido Social Democrata Cristão (PSDC)            | 362   | 2,56 | 1º mandato  |
| 10 | Carlos Antonio de Lima, Carlinhos Tchaia (Barra Mansa, 05.04.1974–)         | Partido do Movimento Democrático Brasileiro (PMDB) | 313   | 2,21 | 1º mandato  |
| 11 | Fábio Nunes Maia (Barra Mansa, 25.09.1979–)                                 | Partido do Movimento Democrático Brasileiro (PMDB) | 299   | 2,11 | 1º mandato  |

## Legenda
| Cor  | Significado          |
| Bege | Presidente da Câmara |
| Azul | Suplente             |